# Pour un amour lointain
Pour plus de détails, voir Fiche technique et Distribution.
Pour un amour lointain est un film français réalisé par Edmond Séchan, sorti en 1968.

## Fiche technique
- Titre : Pour un amour lointain
- Réalisation : Edmond Séchan
- Scénario : Jean-Claude Carrière et Edmond Séchan
- Musique : Luiz Bonfá
- Arrangement et direction musicale : Vladimir Cosma
- Pays d'origine : France
- Format : Couleurs - Mono
- Genre : Drame
- Durée : 95 minutes
- Date de sortie : 1968

## Distribution
- Julien Guiomar : Maxime
- Cristina Jardim : Jumeau
- Isabel Jardim : Jumeau
- Jacques Jouanneau : Adrien
- Henriette Morineau : Tante
- Jean Rochefort : Guillaume